# Patinaj viteză la Jocurile Olimpice de iarnă din 1924 - 10.000 metri (masculin)
Proba de patinaj viteză 10.000 metri masculin de la Jocurile Olimpice de iarnă din 1924 de la Chamonix, Franța a avut loc pe 27 ianuarie 1924. Au concurat șaisprezece sportivi din șase țări.

## Rezultate
| Loc | Sportiv                | Timp    |
| --- | ---------------------- | ------- |
| 1   | Julius Skutnabb (FIN)  | 18:04,8 |
| 2   | Clas Thunberg (FIN)    | 18:07,8 |
| 3   | Roald Larsen (NOR)     | 18:12,2 |
| 4   | Fridtjof Paulsen (NOR) | 18:13,0 |
| 5   | Harald Strøm (NOR)     | 18:18,6 |
| 6   | Sigurd Moen (NOR)      | 18:19,0 |
| 7   | Léonhard Quaglia (FRA) | 18:25,0 |
| 8   | Valentine Bialas (USA) | 18:34,0 |
| 9   | Richard Donovan (USA)  | 18:57,0 |
| 10  | Asser Wallenius (FIN)  | 19:03,8 |
| 11  | Alberts Rumba (LAT)    | 19:14,6 |
| 12  | Joe Moore (USA)        | 19:36,2 |
| 13  | Harry Kaskey (USA)     | 19:45,2 |
| 14  | Leon Jucewicz (POL)    | 20:40,8 |
| 15  | André Gegout (FRA)     | 21:03,4 |
| –   | George de Wilde (FRA)  | NT      |